# Phanetta subterranea
Phanetta subterranea là một loài nhện trong họ Linyphiidae.
Loài này thuộc chi Phanetta. Phanetta subterranea được James Henry Emerton miêu tả năm 1875.